# Herinnering (Boef)
Herinnering is een lied van de Algerijns-Franse rapper Boef in samenwerking met de Nederlandse rapper Lil' Kleine. Het werd in 2023 als single uitgebracht en stond in hetzelfde jaar als vierde track op het album Luxeprobleem van Boef.

## Achtergrond
Herinnering is geschreven door Sofiane Boussaadia, Jorik Scholten en Julien Willemsen en geproduceerd door $hirak. Het is een nummer uit het genre nederhop. In het lied rappen de artiesten over de problemen die Lil' Kleine had met zijn ex Jaimie Vaes, nadat de rapper was opgepakt voor mishandeling en de twee uit elkaar waren gegaan. De problemen waren onder andere dat hij zijn zoon niet mocht zien en dat Vaes met een ander was terwijl hij in de gevangenis zat. Daarnaast vertelt de rapper in het lied dat hij haar uit zijn gedachten zet, ondanks dat het onderzoek van het Openbaar Ministerie naar de mishandeling bij uitbrengen van de single nog liep.
Het lied pakte bij uitbrengen een record op muziekplatform Spotify; het werd op de eerste dag meer dan 846.000 keer beluisterd in Nederland en was daarmee de meest beluisterde track op de eerste dag in dat land. Het record werd overgenomen van een ander nummer van Boef: Tout est bon uit 2020. De single heeft in Nederland de gouden status.
De samenwerking met Lil' Kleine leverde Boef veel kritiek op in de media. De kritiek was vooral dat men het vreemd vond dat hij met iemand een nummer maakte waarnaar nog een onderzoek voor mishandeling liep. Bij talkshow Humberto Op Zaterdag reageerde Boef hierop dat hij niet in de cancelcultuur gelooft en vond dat Lil' Kleine ook zijn kant van het verhaal mocht vertellen. Hij noemde de relatie van Scholten en Vaes een toxische relatie en vertelde dat hij vond Lil' Kleine geen slecht persoon is.
Het was niet de eerste keer dat de twee op een lied te horen waren. Dit was eerder al het geval op Wejoow, Krantenwijk, Patsergedrag en Miljonair. In 2023 waren ze nog een keer samen op een nummer te horen; op Pornstar martini.

## Hitnoteringen
De artiesten hadden succes met het lied in de hitlijsten van Nederland. Het piekte op de eerste plaats van de Nederlandse Single Top 100 en stond twee weken op deze positie. In totaal stond het zestien weken in deze hitlijst. Het kwam tot de twaalfde positie van de Nederlandse Top 40 en stond zes weken in deze lijst. In de Vlaamse Ultratop 50 bereikte het de 23e positie in de drie weken dat het in de lijst te vinden was.